# Portulano

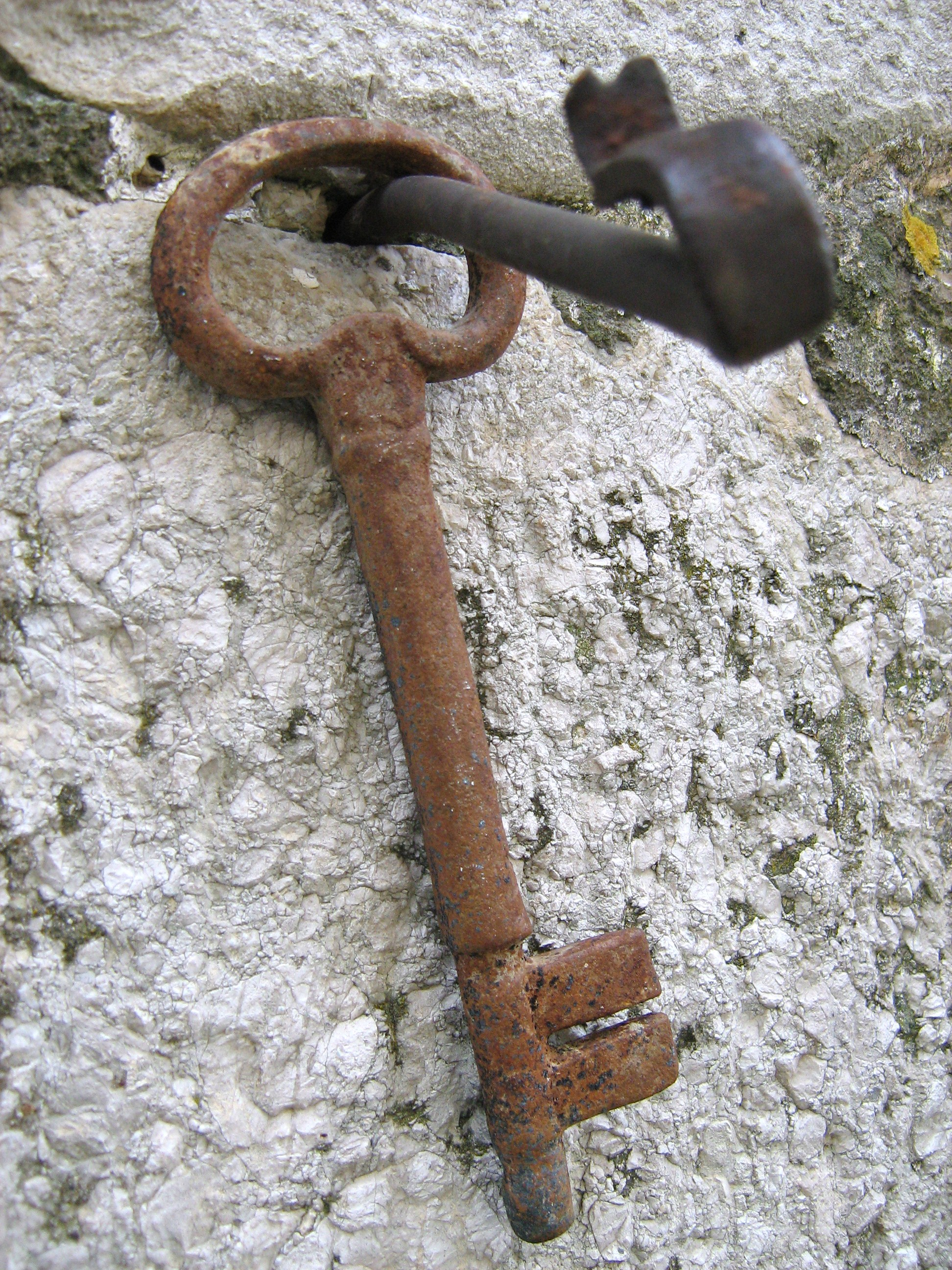
Chiave antica di Cerreto

Il portolano (meglio noto come portulano, mastro portolano o mastro portulano) era un funzionario pubblico del regno di Sicilia incaricato, in epoca feudale, di serrare le porte della cinta muraria e di sorvegliare le relative strade di accesso; nelle città costiere era detto così anche il guardiano dei porti.

## Mansioni
Più precisamente nell'entroterra era l'addetto che in epoca feudale, in possesso delle chiavi relative, era incaricato di serrare ogni sera le porte e le postierle situate tutt'intorno la cinta muraria che racchiudeva il borgo. Nel caso di agglomerati urbani di ragguardevoli dimensioni si ricorreva alla nomina di più portulani a seconda delle esigenze logistiche.
Tale isolamento notturno dal mondo esterno era funzionale principalmente alla salvaguardia della popolazione sia dai pericoli delle bestie feroci (lupi ed orsi che spesso arrivavano fin dentro le città) che dalla malvivenza brigantesca. Inoltre, per quanto possibile, a respingere in ogni momento gli assalti di squadre militari nemiche e dei saraceni le cui incursioni si spingevano fin nell'entroterra. Ma nel tempo la minore frequenza di tali pericoli, tanto che i borghi progressivamente per la crescita demografica si espandevano oltre le mura in maniera continuativa o con i relativi sobborghi, resero non più indispensabile tale precauzione difensiva. Comunque in particolari contesti ambientali più insicuri la serratura delle porte del recinto urbano si protrasse anche fino a tutto il XVII secolo. 
Il mastroportulano assunse col tempo altre funzioni oltre alla sorveglianza, tanto che in ogni città si rese necessario regolamentarle inserendo nei capitoli delle ordinanze, consuetudini e grazie degli Statuti cittadini dei paragrafi specifici riguardanti la “portulania”.

## Alcuni esempi

### Campania

#### Ariano

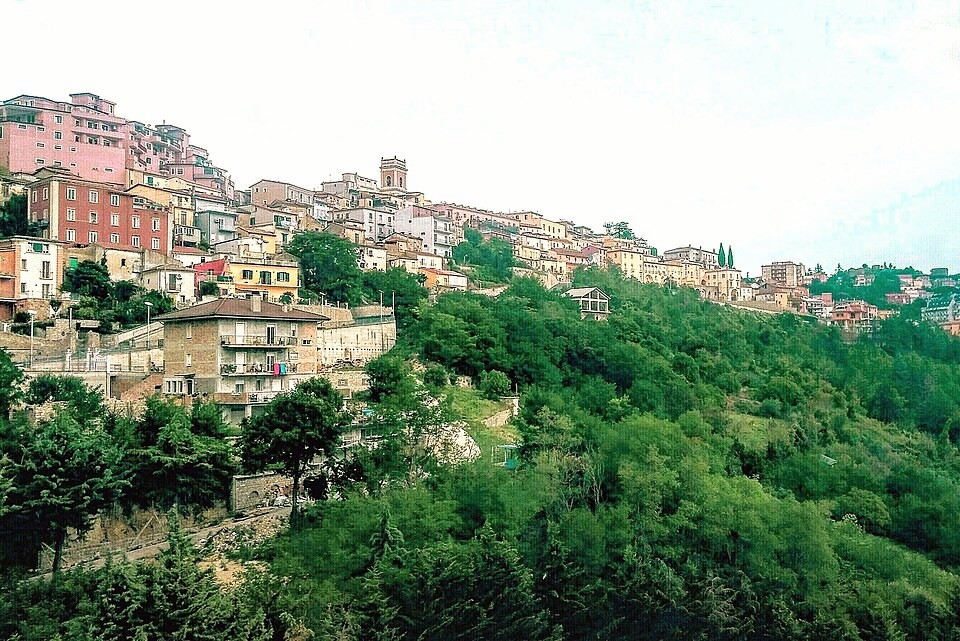
Veduta del centro storico di Ariano

Al portulano di Ariano spettava la giurisdizione sulle 9 porte d'accesso e su tutte le strade cittadine, con poteri di polizia. Dopo l'apertura al transito della strada regia delle Puglie (fine XVI secolo) insorse però una controversia tra il portulano e l'universitas (municipalità), poiché il primo pretendeva di esercitare il controllo, oltre che sulla nuova via, anche sulle cupe ("mulattiere campestri" in dialetto arianese) che in essa si immettevano, mentre l'universitas vi si opponeva in quanto si trattava di tragitti non percorribili da carri o carrozze. Nel 1593 il regio portolano di Napoli Ettore Costa ordinò tramite decreto al portulano locale di astenersi dall'esercitare la propria attività nelle cupe. Ciò nonostante la controversia proseguì per lunghi decenni, tanto che nel 1631 il portulano di Ariano giunse nuovamente a rivendicare le suddette prerogative, al punto che l'universitas dovette domandare al presidente del tribunale della regia camera Fabio Capece Galeota il rilascio di un nuovo provvedimento atto a garantire il rispetto del decreto già emesso nel 1593.

#### Cerreto
Confermando una convenzione fatta dal feudatario col mastroportulano del tempo, esemplificativa è la “portulania” trattata adeguatamente nelle grazie del 27 maggio 1571 accorpate agli Statuti del 1541 in vigore nella contea della Cerreto antica dei Carafa di Maddaloni. In tale contesto di borgo circondato da mura si concedeva all'Assemblea dell'Università (Eletti e Consiglio) l'elezione del mastroportulano che durava in carica un anno al termine del quale, assoggettato a sindacato dell'Assemblea più i revisori eletti all'occorrenza, era tenuto a dare conto dell'esercizio della propria gestione ed esazione delle pene pecuniarie.

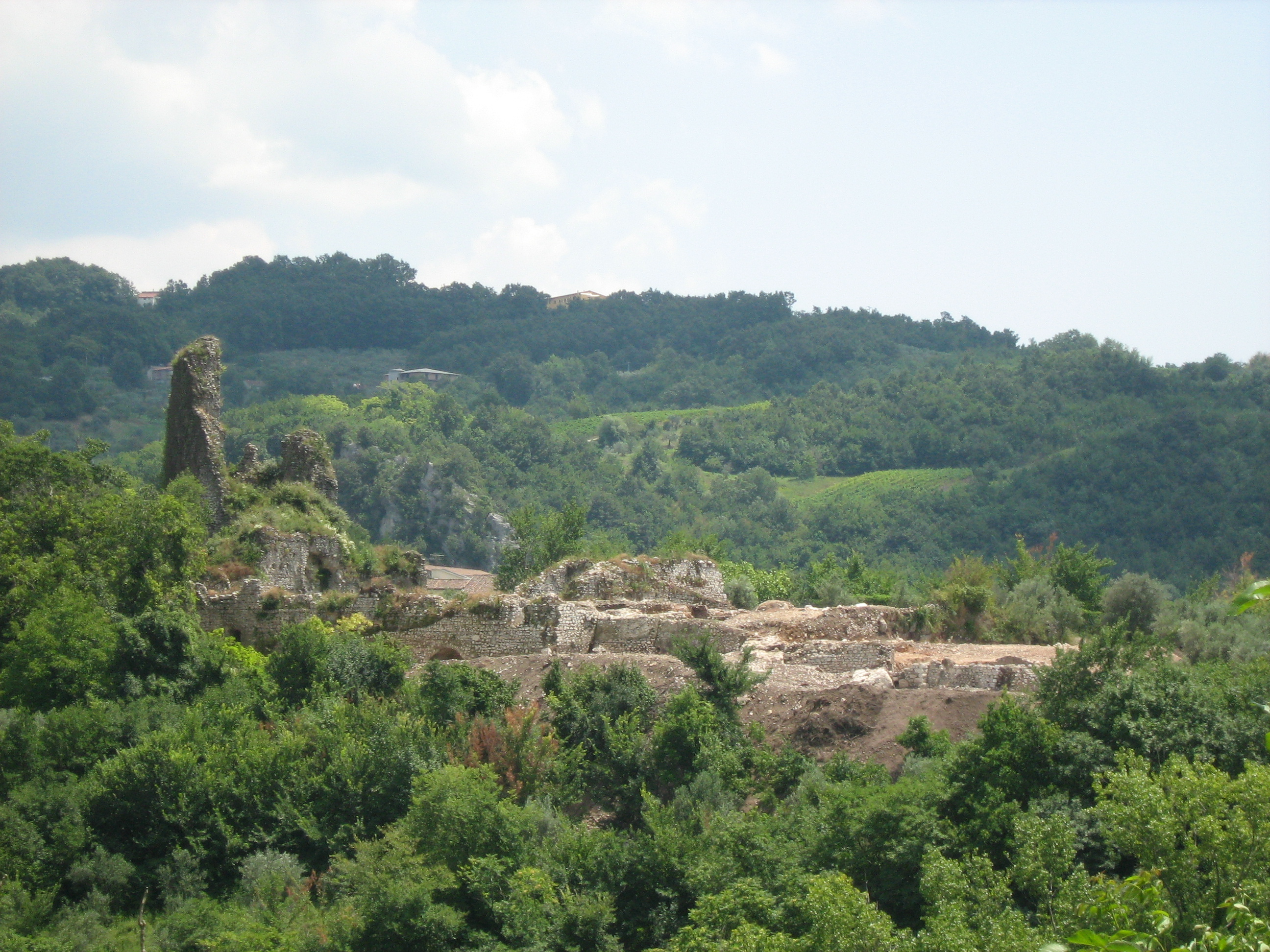
Panoramica di Cerreto antica

Il mastroportulano primariamente aveva ufficio amministrativo per la conservazione e pulizia delle strade pubbliche e di vigilanza contro gli abusi edilizi dei cittadini “che con scale e gradi hanno occupato il pubblico suolo e strettuta la piazza”. Quindi per ripristinare una più comoda viabilità urbana, su mandato del feudatario su istanza dell'Università, doveva occuparsi anche di dare esecuzione alla demolizione da parte dei proprietari di scale scoperte e “gaifi” costruiti senza licenza con lo scopo di recuperare nelle case un maggior spazio per le botteghe a piano terra e abitativo a quello superiore.
Inoltre gli era conferita qualifica di pubblicare bandi per i cittadini interessati per quanto riguardava la manutenzione gratuita della zecca di pesi e misure da effettuarsi compensando il consumo di essi per l'uso con l'aggiunta di “zecche” di piombo, in modo da ripristinare il preciso peso primitivo, evitando così una piccola frode in commercio. Siccome quest'ultimo ufficio di zeccatore spesso veniva confondendosi con quello riservato ai catapani che vigilavano sull'annona (giusto peso e misura, prezzi secondo l'assisa e cioè come da tariffa prefissata), stesso negli Statuti tale problematica trovava opportune chiarificazioni. Infatti veniva comunque precisato che tutti gli strumenti di peso (bilance, stadere, pesi ecc.) e di capacità (caraffe, quarti, tomoli, ecc.) dell'Università, come campioni di riferimento, fossero conservati dai catapani deputati per evitare frodi ed estorsioni possibili, ma sia questi che i portulani dovevano prestarli ai venditori e compratori senza impedimento o proibizione alcuna.
Ai trasgressori delle direttive contenute nei suddetti bandi e di tutte le altre concernenti il suo ufficio, il mastroportulano applicava pene pecuniarie previste negli Statuti e dove non fossero contemplate con un importo non oltre un certo massimo stabilito.
Con la Cerreto nuova post terremoto del 5 giugno 1688, nell'ultimo scorcio del feudalesimo, al mastroportulano che intanto era passato di stretta nomina del feudatario, gli fu affidato anche ufficio di “mastro di zecca”. Infatti il mastroportulano venne abilitato a zeccare i panni (bollatura “cum sigillo plumbeo” a garanzia della manifattura locale, qualità e dimensioni), ricevere le rivele dei commercianti (autocertificazione unica familiare, professionale e reddituale ai fini tributari), dare loro i bollettini etc., esplicando così funzioni delicate, come colui che regolava i complessi rapporti economici tra il feudatario e il ceto dei mercanti di panni.

#### Cilento
Nel Cilento si ha notizia dei "magnifici portulani" in un apposito documento (la "Pandetta di Agropoli e di Agnone Cilento", 22 dicembre 1691) che elencava minuziosamente tutti i diritti la cui riscossione era di competenza dei portulani. La Pandetta aveva lo scopo dichiarato di attenuare e di riportare a tariffe più competitive i diritti di mastroportulania che erano stati abusivamente aumentati nel corso degli anni dai vari addetti. In particolare tale documento è il risultato di una controversia intentata dal negoziante napoletano Domenico Perrelli il quale, avendo dovuto importare una ingente quantità di olio dalle marine di Agropoli e di Agnone, fu sottoposto ad una eccessiva ed impropria tassazione.

### Puglia
A Nardò un atto notarile del 1581 testimonia il ruolo di pubblica sicurezza e di sorveglianza che aveva il mastroportulano. La vicenda riguardava la "bonifica" di un intero quartiere abitato da prostitute, banditi e malfattori per la quale si prodigarono il luogotenente di Terra d'Otranto Marco Antonio Scimenes e il mastroportulano Pietro Pieroni.

### Sicilia
In Sicilia esisteva la figura del "Mastro portulano", il cui compito era principalmente quello di sovrintendere ai porti. Tale istituto è rimasto in vigore dalla metà del 1500 fino alla soppressione avvenuta con il regio decreto del 30 novembre 1824. Il Mastro portulano siciliano aveva anche altri compiti quali: la vigilanza sul mercato dei cereali con il controllo delle relative importazioni ed esportazioni; la riscossione dell'imposta sulle navi; il controllo sui viceportulani e sugli altri addetti alle sue dipendenze. Egli godeva inoltre del diritto di esercitare giurisdizione civile e penale sulle materie di sua competenza.